# Grand Prix SAR La Princesse Lalla Meryem 2023 - Qualificazioni singolare
Le qualificazioni del singolare del Grand Prix SAR La Princesse Lalla Meryem 2023 sono state un torneo di tennis preliminare per accedere alla fase finale della manifestazione. Le vincitrici dell'ultimo turno sono entrate di diritto nel tabellone principale. In caso di ritiro di una o più giocatrici aventi diritto a queste sono subentrate le lucky loser, ossia le giocatrici che hanno perso nell'ultimo turno ma che avevano una classifica più alta rispetto alle altre partecipanti che avevano comunque perso nel turno finale.

## Teste di serie
1. Anastasija Tichonova (qualificata)
2. Valerija Savinych (primo turno)
3. Tímea Babos (qualificata)
4. Jana Fett (qualificata)

1. Eudice Chong (primo turno)
2. Ángela Fita Boluda (ultimo turno, lucky loser)
3. Tat'jana Prozorova (qualificata)
4. Daniela Vismane (primo turno)

## Qualificate
1. Anastasija Tichonova
2. Tat'jana Prozorova

1. Tímea Babos
2. Jana Fett

### Lucky loser
1. Ángela Fita Boluda

## Tabellone

### Legenda
| - Q = Qualificato - WC = Wild card - LL = Lucky loser | - ALT = Alternate - SE = Special Exempt - PR = Protected Ranking | - w/o = Walkover - r = Ritirato - d = Squalificato |

### Sezione 1
|  | Primo turno | Primo turno          | Primo turno | Primo turno | Primo turno |  |  | Ultimo turno | Ultimo turno         | Ultimo turno         | Ultimo turno | Ultimo turno |  |
|  |             |                      |             |             |             |  |  |              |                      |                      |              |              |  |
|  | 1           | Anastasija Tichonova | 63          | 6           | 6           |  |  |              |                      |                      |              |              |  |
|  | WC          | Luca Udvardy         | 7           | 3           | 3           |  |  | 1            | Anastasija Tichonova | Anastasija Tichonova | 6            | 6            |  |
|  |             | Valerija Strachova   | 6           | 2           | 6           |  |  |              | Valerija Strachova   | Valerija Strachova   | 2            | 3            |  |
|  | 8           | Daniela Vismane      | 2           | 6           | 1           |  |  |              |                      |                      |              |              |  |

### Sezione 2
|  | Primo turno | Primo turno          | Primo turno          | Primo turno | Primo turno |  |  | Ultimo turno | Ultimo turno         | Ultimo turno         | Ultimo turno | Ultimo turno |  |
|  |             |                      |                      |             |             |  |  |              |                      |                      |              |              |  |
|  | 2           | Valerija Savinych    | Valerija Savinych    | 2           | 1           |  |  |              |                      |                      |              |              |  |
|  |             | Francesca Di Lorenzo | Francesca Di Lorenzo | 6           | 6           |  |  |              | Francesca Di Lorenzo | Francesca Di Lorenzo | 4            | 3            |  |
|  | WC          | Yasmine Kabbaj       | 0                    | 6           | 1           |  |  | 7            | Tat'jana Prozorova   | Tat'jana Prozorova   | 6            | 6            |  |
|  | 7           | Tat'jana Prozorova   | 6                    | 2           | 6           |  |  |              |                      |                      |              |              |  |

### Sezione 3
|  | Primo turno | Primo turno      | Primo turno      | Primo turno | Primo turno |  |  | Ultimo turno | Ultimo turno  | Ultimo turno  | Ultimo turno | Ultimo turno |  |
|  |             |                  |                  |             |             |  |  |              |               |               |              |              |  |
|  | 3           | Tímea Babos      | Tímea Babos      | 7           | 6           |  |  |              |               |               |              |              |  |
|  |             | Ekaterina Jašina | Ekaterina Jašina | 5           | 4           |  |  | 3            | Tímea Babos   | Tímea Babos   | 6            | 6            |  |
|  |             | Naiktha Bains    | Naiktha Bains    | 6           | 6           |  |  |              | Naiktha Bains | Naiktha Bains | 3            | 0            |  |
|  | 5           | Eudice Chong     | Eudice Chong     | 4           | 2           |  |  |              |               |               |              |              |  |

### Sezione 4
|  | Primo turno | Primo turno        | Primo turno        | Primo turno | Primo turno |  |  | Ultimo turno | Ultimo turno       | Ultimo turno       | Ultimo turno | Ultimo turno |  |
|  |             |                    |                    |             |             |  |  |              |                    |                    |              |              |  |
|  | 4           | Jana Fett          | 63                 | 6           | 6           |  |  |              |                    |                    |              |              |  |
|  |             | Martina Colmegna   | 7                  | 3           | 2           |  |  | 4            | Jana Fett          | Jana Fett          | 6            | 7            |  |
|  |             | Andrea Gámiz       | Andrea Gámiz       | 4           | 1           |  |  | 6            | Ángela Fita Boluda | Ángela Fita Boluda | 3            | 65           |  |
|  | 6           | Ángela Fita Boluda | Ángela Fita Boluda | 6           | 6           |  |  |              |                    |                    |              |              |  |